# Gynautocera
Gynautocera is een geslacht van vlinders van de familie bloeddrupjes (Zygaenidae), uit de onderfamilie Chalcosiinae.

## Soorten
- G. papilionaria Guérin-Meneville, 1831
- G. philomela Herrich-Schäffer, 1853
- G. rubriscutellata Hering, 1922